# Titi et Grosminet s'organisent pour le voyage
Pour les articles homonymes, voir Titi et Grosminet (homonymie).
Pour plus de détails, voir Fiche technique et Distribution.
Titi et Grosminet s'organisent pour le voyage (Trip for Tat) est un dessin animé de la série Merrie Melodies réalisé par Friz Freleng et sorti en 1960.